# Agen-d'Aveyron
Agen-d'Aveyron é uma comuna francesa na região administrativa de Occitânia, no departamento de Aveyron. Estende-se por uma área de 22,35 km². Em 2010 a comuna tinha 1 101 habitantes (densidade: 49,3 hab./km²).